# Sara Ishaq
Sara Ishaq (Edimburgo, 29 de mayo de 1984) es una cineasta nacida en el Reino Unido y nacionalizada yemení. Nació en la ciudad de Edimburgo y se trasladó con su familia a Yemen cuando apenas tenía dos años. Creció en Saná, capital de ese país, hasta la edad de 17 años. Retornó a Edimburgo para completar su educación, solo para regresar una década más tarde y producir la aclamada película Karama Has No Walls (2012). El cortometraje fue nominado para los premios BAFTA Scotland New Talents, One World Media y para un Premio de la Academia en la categoría de mejor documental. En 2013 completó su primer largometraje, The Mulberry House, que trata su relación con su familia yemení en el contexto de la revolución de 2011 en ese país.

## Carrera
Sara Ishaq asistió a la Escuela Moderna de Yemen (YMS) hasta el verano de 2001. A la edad de 17 años continuó su educación en la Academia Linlithgow durante un año de escuela secundaria (2001-2002) antes de iniciar su educación superior. Ishaq ingresó a la Universidad de Edimburgo en 2003, donde obtuvo su maestría (con honores) en Humanidades y Ciencias Sociales, con especialización en estudios religiosos, teoría social y política, derecho internacional y estudios modernos del Medio Oriente en 2007. Regresó a la academia en 2010 para obtener una maestría en Bellas Artes en Dirección de Cine en el Colegio de Arte de Edimburgo, la cual finalizó en 2012.
En 2011, Ishaq cofundó el #SupportYemen Media Collective. La fundación se encarga de promover la justicia social, construir un estado cívico democrático, promover la no violencia y romper el silencio sobre las violaciones de los derechos humanos en Yemen. En la sede de 2015, Ishaq brindó un curso de cine documental de dos semanas llamado "Comra", dirigido a jóvenes cineastas yemeníes.
En 2015 organizó en medio de los escombros de la ciudad de Saná un taller artístico con niños traumatizados por la guerra, que habían perdido su hogar y familiares en los bombardeos. Ese mismo año fue invitada a participar en PalFest, el Festival Palestino de Literatura, pero las autoridades israelíes le prohibieron la entrada al país y extendieron la prohibición a cinco años.
En 2017 cofundó la Comra Academy, una fundación cinematográfica dedicada a la formación en cine creativo en Yemen. En 2022, se unió a la International Coalition for Filmmakers at Risk (Coalición International para Realizadores de Cine en Riesgo), organización que dirige desde Ámsterdam.

## Premios y reconocimientos

### The Mulberry House (2013)
- Financiación IDFA BERTHA
- Financiación AFAC Crossroads
- Premio del jurado en el festival This Human World en Viena
- Premio de la audiencia en el Festival de Cine de Berwick, Reino Unido

### Karama Has No Walls (2012)
- Nominación al Premio de la Academia por mejor cortometraje en 2014[3]
- Premio One World Media 2013
- Premio BAFTA Scotland New Talents 2012

## Filmografía

### Cine
- 2013 - The Mulberry House (documental). Rol: Directora/coproductora
- 2012 - Karama Has No Walls (documental corto). Rol: Directora/Productora
- 2012 - Marie My Girl (cortometraje). Rol: Directora

### Televisión
- 2007 - Women in Black - BBC 2. Rol: Coordinadora de locaciones/investigadora/traductora
- 2011 - Yemen Uprising - BBC. Rol: Asistente de dirección
- 2012 - Entrepreneurial Tribal Women – Media Trust. Rol: Asistente de dirección/coordinadora de locaciones/Traductora
- 2013 - Yemeni Child Prisoners On Death Row - Channel Four. Rol: Productora local/Traductora
- 2016-2017 - BBC Our World. Rol: Investigación y desarrollo del documental

## Premios y distinciones
Premios Óscar
| Año  | Categoría              | Película            | Resultado |
| ---- | ---------------------- | ------------------- | --------- |
| 2014 | Mejor documental corto | Karama Has No Walls | Nominada  |